# ペレック (小惑星)
ペレック (2817 Perec) は、小惑星帯にある小惑星。エドワード・ボーエルがローウェル天文台で発見した。
フランスの小説家、ジョルジュ・ペレックに因んで名付けられた。